# 桓譚
桓 譚（かん たん）は、前漢末から後漢はじめにかけての政治家、思想家、音楽家。当時流行していた讖緯（しんい）などの迷信的な儒学に正面から反対した。主な著書に『新論』（しんろん）がある。
字の君山で呼ばれることも多い。

## 生涯
『後漢書』によると桓譚は沛国相県の出身であった。音楽を好み、古琴をよくした。博学で、五経に通じていた。古学を好み、劉歆・揚雄と議論を戦わせた。
前漢の成帝・哀帝・平帝に仕えたが、官位は郎にすぎなかった。哀帝の時代に、董賢が傅皇后に罪を着せて廃位しようとすることを予測し、傅晏（傅皇后の父）に対して廃位から逃れる手立てを説いた。董賢本人も桓譚の名を知って採用しようとしたが、桓譚の説いた政論を董賢は用いず、結局採用されなかった。
王莽の時代に人々は符命を作って王莽に媚びようとしたが、桓譚は媚びなかった。王莽の時代に掌楽大夫となり、更始帝のときに太中大夫の官についた。
宋弘は、劉向・劉歆・揚雄なみの才学がある人物として桓譚を光武帝に推薦した。桓譚は議郎・給事中に取りたてられた。
桓譚は揚雄を大変尊敬していた。生前の揚雄は必ずしも高く評価されなかったが、桓譚は揚雄が聖人にも劣らないと述べている。
桓譚は日頃から讖（予言書）を非難していたが、光武帝が讖を信じるのに対して、讖は経典ではなく無効であることを説いたために光武帝は怒って桓譚を斬ろうとした。桓譚は叩頭して謝り、ようやく許された。六安郡丞に左遷させられたが、任地に赴く途中で病死した。70歳あまりであった。

## 音楽家として
『三国志』注に引く張華『博物志』では、音楽に優れた漢代の人物として桓譚と蔡邕の名をあげている。
はじめ光武帝の宴会のたびに桓譚は琴を演奏していたが、宋弘がこの音楽を聞いて桓譚を推薦したことを後悔した。桓譚が演奏したのは淫楽として知られる鄭声であることを宋弘は光武帝に告げ、その後桓譚は給事中の官を除かれたという。ただし、漢代に「鄭声」と言われたのは孔子が禁止しようとした鄭声ではなく、当時の宮廷音楽（楽府）全般をさす。

## 評価
桓譚の主著である『新論』ほかの文章の大部分が現在は散逸してしまっているので評価が難しいが、迷信の非難で知られる王充が桓譚を尊敬していたことはよく知られる。孔子を素王と呼ぶのになぞらえて、桓譚を「素丞相」と呼ぶほどであった。